# Ron Golan
Pour les articles homonymes, voir Golan.
Ron Golan est un altiste allemand naturalisé suisse né le 16 août 1924 à Gladbach et mort le 30 mars 2003 à Zurich.

## Biographie
Ron Golan naît le 16 août 1924 à Gladbach.
Il commence ses études musicales à Jérusalem avant de travailler aux États-Unis avec William Primrose.
Comme musicien d'orchestre, Golan est altiste au sein de l'Orchestre philharmonique d'Israël avant d'être nommé par Ernest Ansermet alto solo de l'Orchestre de la Suisse romande en 1951.
En 1953, il devient professeur au Conservatoire de Genève. Il poursuit en parallèle une carrière de soliste, imposant notamment au répertoire les œuvres de Paul Hindemith, qu'il avait travaillées avec le compositeur.
Ron Golan est également le créateur de la Rhapsodie-Concerto de Bohuslav Martinů et de la Ballade pour alto de Frank Martin. Robert Starer et Herbert Brün (en) ont aussi écrit des partitions à son intention.
En 1970, il devient administrateur de l'Orchestre de la Suisse romande, puis est secrétaire général de l'institution de 1982 à 1995.
Ron Golan meurt le 30 mars 2003 à Zurich.

## Écrits
Ron Golan est l'auteur de mémoires, Témoin de ma vie. Mémoires d'un musicien, livre paru chez Georg à Genève en 2004,.